# Янкер, Труман Джордж
Тру́ман Джордж Я́нкер (англ. Truman George Yuncker; 1891—1964) — американский ботаник, специалист по систематике семейства Перечные.

## Биография
Труман Янкер родился 20 марта 1891 года на ферме близ города Карсон-Сити. В детстве Янкера семья переехала в Лансинг, где Труман в качестве единственного среднего образования посещал вечерние курсы стенографистов. В 1907 году поступил в Мичиганский сельскохозяйственный колледж. В 1914 году получил степень бакалавра наук в Университете штата Мичиган под руководством Эрнста Бесси. Впоследствии перешёл в Небраскский университет, где в 1915 году стал магистром искусств.
В октябре 1915 года Труман Янкер женился на Этель Бернетт Клэфлин. Впоследствии Этель помогала Труману с дополнением многих рукописей по ботанике.
На протяжении года Янкер преподавал в колледже в Индианаполисе, затем стал подготавливать докторскую диссертацию под руководством профессора Уильяма Трелиса. В 1919 году Иллинойсский университет присвоил Янкеру степень доктора философии за монографию рода Cuscuta. С сентября 1919 года Янкер преподавал в Университете Депо в Гринкасле, также был куратором его гербария. В 1921 году он стал профессором и возглавил ботаническое отделение.
В 1934, 1936 и 1938 Труман Янкер отправлялся на ботанические экспедиции в Гондурас, в 1948 году путешествовал по Кубе, в 1953—1954 — по Тонга. После смерти Трелиса в 1946 году Янкер занялся обработкой и подготовкой к изданию его рукописей по флоре перечных севера Южной Америки. В 1956 году он ушёл на пенсию и стал почётным профессором Университета Депо.
Труман Джордж Янкер скончался 8 января 1964 года после инфаркта.
После смерти Янкера гербарий Университета Депо был переименован в его честь. В 1987 году он был перевезён в Нью-Йоркский ботанический сад.

## Некоторые научные публикации
- Yuncker, T.G. Revision of the North American and West Indian species of Cuscuta. — 1921. — 141 p.
- Yuncker, T.G. The genus Cuscuta // Memoirs of the Torrey Botanical Club. — 1932. — Vol. 18(2). — P. 113—331.
- Yuncker, T.G. Revision of the Hawaiian species of Peperomia. — 1933. — 131 p.
- Yuncker, T.G. Revision of the Polynesian species of Peperomia // Bernice P. Bishop Museum bulletin. — 1937. — Vol. 143. — P. 3—73.
- Yuncker, T.G. Flora of the Aguan Valley // Publications of the Field Museum of Natural History. Botanical series. — 1940. — Vol. 9(4). — P. 243—346.
- Yuncker, T.G. A contribution fo the flora of Honduras // Publications of the Field Museum of Natural History. Botanical series. — 1938. — Vol. 17(4). — P. 285—407.
- Yuncker, T.G. Flora of Niue Island // Bernice P. Bishop Museum bulletin. — 1943. — Vol. 178. — P. 3—126.
- Yuncker, T.G. Plants of the Manua Islands // Bernice P. Bishop Museum bulletin. — 1945. — Vol. 184. — P. 3—73. ISBN 0-527-02292-6.
- Yuncker, T.G. Piperaceae (англ.) // in R.E. Woodson et al. Annals of the Missouri Botanical Garden. — Missouri Botanical Garden Press, 1950. — Vol. 37. — P. 1—120.
- Yuncker, T.G. The Piperaceae of Northern South America. — 1950. — 838 p.
- Yuncker, T.G. Piperaceae // Flora of Suriname / in A.A. Pulle et al. — 1957. — Vol. 1(2). — P. 218—290.
- Yuncker, T.G. Plants of Tonga. — 1971. — 283 p. — ISBN 0-527-02328-0.

## Род и некоторые виды растений, названные в честь Т. Янкера
- Yunckeria Lundell, 1964 [= Ctenardisia Ducke, 1930]
- Begonia yunckeri Standl., 1938
- Capparis yunckeri Standl., 1940 [≡ Capparicordis yunckeri (Standl.) Iltis & Cornejo, 2007]
- Cereus yunckeri Standl., 1940 [≡ Stenocereus yunckeri (Standl.) M.Bravo & Sánchez-Mej., 1983]
- Eugenia yunckeri Standl., 1938
- Inga yunckeri Standl., 1940
- Ixora yunckeri A.C.Sm., 1959
- Lepanthes yunckeri Ames, 1938
- Quararibea yunckeri Standl., 1940
- Tillandsia yunckeri L.B.Sm., 1938